# Hélder Cabral
Hélder José Vaz Cabral (Peniche, 7 maggio 1984) è un calciatore portoghese, di origini capoverdiane, difensore del Comércio e Indústria.

## Carriera
Dal 2009 al 2013 ha militato nell'Académica.

## Palmarès

### Competizioni nazionali
- Coppa del Portogallo: 1

Academica: 2011-2012